# ميدالية أوتو هان
ميدالية أوتو هان (بالألمانية: Otto-Hahn-Medaille) هي ميدالية تمنحها جمعية ماكس بلانك لشباب العلماء والباحثين في العلوم الطبيعية والاجتماعية على حد سواء. وقد سميت هذه الجائزة المرموقة تيمنًا بالكيميائي الألماني الحائز على جائزة نوبل أوتو هان، الذي كان أول رئيس لجمعية ماكس بلانك في الفترة من 1948 إلى 1960.

## من أبرز الحاصلين على الميدالية
- بيندو راني: عالمة فيزياء فلكية
- ديمتريوس كريستودولو: عالم رياضيات.
- راينهارد جنزيل: عالم فيزياء فلكية.
- فريدريش كارل تيلمان: عالم فيزياء فلكية.
- مكسيم كونتسفيتش: عالم رياضيات روسي، حصل أيضًا على ميدالية فيلدز سنة 1998.